# Rynek Przemysła Ottokara II
Rynek Przemysła Ottokara II (czeski: Náměstí Přemysla Otakara II.) – centralny plac w historycznym centrum Czeskich Budziejowic, obecnie nazwany na cześć założyciela miasta, króla czeskiego Przemysła Ottokara II. Z powierzchnią 1,7 ha jest drugim co do wielkości placem o kształcie kwadratu w Czechach po placu w Vysokém Mýtě. 
Do najważniejszych atrakcji w rynku należy: Bludný kámen i Fontanna Samsona.